# 서진아
서진아(1988년 3월 14일 ~ )는 대한민국의 1회 레이싱모델 선발대회 대상의 레이싱 모델이자 전직 가수이다.

## 경력

### 레이싱모델 경력
- 2017년 - 서울모터쇼 르노삼성 모델
- 2013년 - 서울모터쇼 폭스바겐 메인모델
- 2012년 - 지스타 위메이드 메인모델
- 2009년 - CJ 슈퍼레이스 EXR 레이싱모델
- 2009년 - 서울모터쇼 쉐보레 메인모델
- 2006년 - 서울모터쇼 캐딜락 메인모델

## 음반
- Tiara of Dancing Queen (2007년)